# Bedumerweg
De Bedumerweg is een weg in de stad Groningen die fungeert als belangrijkste uitvalsweg vanuit het centrum naar het Hogeland. De Bedumerweg (of Bedumer weg), tegenwoordig ongeveer een kilometer lang, was sinds de middeleeuwen de verbinding tussen de stad Groningen (vanaf de Ebbingepoort) en het dorp Bedum en is afgebeeld op oude detailkaarten. De uitvalsweg is in de 19e en 20e eeuw bebouwd geraakt.
De weg loopt van de Nieuwe Ebbingestraat naar de Ringweg en volgt het tracé van het in de stad grotendeels gedempte Boterdiep. Parallel lopen de Bankastraat en de Soendastraat. Deze lagen oorspronkelijk aan de oostzijde van het Boterdiep waar vroeger het jaagpad liep. De ventweg aan de westzijde was de oorspronkelijke Bedumerweg.
Tussen de Floresstraat en de Molukkenstraat is nog een deel van het kanaal aanwezig. In het restant van het kanaal staat sinds 1998 de "Werkmanbrug", een kunstwerk en monument gewijd aan Hendrik Nicolaas Werkman.
De bebouwing is gemengd met enkele 19e-eeuwse panden en huizen met jugendstilelementen, maar ook laat-20e-eeuwse woonblokken. Het is een vrij brede weg met een door bomen omzoomde straat in het midden, ventwegen aan de zijkanten, gedeeltelijk nog door een groenstrook gescheiden van het trottoir.
De Bedumerweg kan worden gezien als de scheiding tussen de wijken Korrewegwijk en De Hoogte.
Aan het begin van de weg, het dichtst bij de Ebbingestraat, staat op de hoek van de Riouwstraat een historisch wachtlokaal van de Marnedienst, ontworpen door Willem Bijlefeld in 1954. Het was het beginpunt van de bussen richting het Hogeland.